# 孙谦 (1959年)
孙谦（1959年12月—），男，吉林伊通人，生于黑龙江牡丹江，中华人民共和国政治人物，二级大检察官。1999年4月至2004年2月任国家检察官学院院长，2003年6月至2004年8月任最高人民检察院副检察长、党组成员、检察委员会委员，2004年7月至2007年12月先后任江西省人民检察院代检察长、党组书记、检察长，2007年12月至2023年9月任最高人民检察院副检察长、党组成员、检察委员会委员，是第十三届全国政协常委，曾任中国法学会副会长。